# Ramsesnacht (Wesir)
Ramsesnacht  war ein altägyptischer Wesir der 20. Dynastie, der eventuell unter dem König (Pharao) Ramses VI. amtierte. Bei dem Wesir handelte es sich um das höchste Staatsamt im Alten Ägypten nach dem König. Im Neuen Reich war dieses Amt oft geteilt. Es gab einen Amtsinhaber in Unterägypten und einen weiteren in Oberägypten. Ramsesnacht ist nur von einem einzigen Ostrakon aus Deir el-Medine bekannt, das jedoch undatiert ist. Von einigen Ägyptologen wird er versuchsweise, ohne Gründe zu nennen, unter Ramses VI. datiert.